# Ricardo Risatti II
Ricardo Leopoldo Risatti Genesio (Laboulaye, 3 de junio de 1957), conocido también como Ricardo Risatti II, es un expiloto argentino de automovilismo. Desarrolló su carrera deportiva a nivel nacional e internacional, siendo reconocido mayoritariamente por sus incursiones en categorías de monoplazas. A nivel nacional compitió en la Fórmula Renault Argentina, teniendo como mejor resultado un tercer puesto en el año 1981. Tras su participación en esta categoría, en el año 1983 inició su carrera internacional, compitiendo en la Fórmula 2 Codasur, para luego ir sucesivamente compitiendo en la Fórmula 3 Sudamericana, hasta debutar en el año 1997 en el Superturismo Sudamericano, única categoría de turismos en la que compitió y en la que anunciara su retiro de la actividad deportiva en el año 2000. Tras su retiro, acompañó en sus primeros pasos a la carrera deportiva de su hijo Ricardo III, continuando con el legado familiar que inició en los años 1930, su abuelo Ricardo I.

## Familia
Con respecto a sus orígenes, Ricardo Risatti II es miembro de una familia ligada a la práctica deportiva del automovilismo desde los albores de la actividad en Argentina, continuando la tradición iniciada a finales de los años 1930 por su abuelo Ricardo Risatti I, quien fue campeón en el año 1938 del Campeonato Argentino de Velocidad, predecesor del Turismo Carretera. 
Al mismo tiempo, es hijo de Jesús Ricardo Risatti, hijo mayor de Ricardo I quien abrazó la profesión de mecánico y automovilista que ejercía su padre, unos años después de su fallecimiento, ocurrido en el año 1951. Para desgracia de Jesús Ricardo, en el año 1961 se encontraba con inmejorables chances de conquistar el campeonato de Turismo Carretera, hasta que un accidente sobre finales de temporada lo sacó para siempre de las pistas, dejándolo con su profesión de mecánico y con el tercer puesto en el campeonato. 
Continuando con la descendencia de la familia Risatti, Jesús Ricardo tendría dos hijos, los cuales fueron Ricardo II (quien fuera bautizado con los mismos nombres de su abuelo, Ricardo Leopoldo) y Gerardo Risatti. Si bien ambos eligieron continuar con la tradición familiar, a diferencia de Ricardo, Gerardo orientó su carrera de lleno hacia los automóviles de turismo, debutando en el Turismo Carretera en el año 1985, aunque sin demasiado éxito deportivo. Lamentablemente, un accidente rutero mientras trasladaba su equipo hacia una competencia de TC, le hizo perder la vida el 2 de noviembre de 1989. Ricardo II por su parte, desarrolló su carrera deportiva principalmente en categorías de monoplazas, siendo el primer miembro de la familia en competir en este tipo de especialidad.
Tras su retiro como piloto profesional, Ricardo II comenzó a abocarse al apoyo a los inicios en el automovilismo de su hijo Ricardo Risatti III, quien en el año 2006 se proclamó campeón de la Fórmula 3 Española, llegando a competir en su país en diferentes categorías de turismos, hasta la actualidad.

## Trayectoria
| Año  | Categoría                             | Marca               |
| ---- | ------------------------------------- | ------------------- |
| 1980 | Debut en la Fórmula Renault Argentina | Crespi-Renault      |
| 1981 | Fórmula Renault Argentina             | Crespi-Renault      |
| 1983 | Debut en la Fórmula 2 Codasur         | Berta-Fiat          |
| 1984 | Fórmula 2 Codasur                     | Berta-Renault       |
| 1985 | Fórmula 2 Codasur                     | Berta-Renault       |
| 1986 | Fórmula 2 Codasur                     | Berta-Renault       |
| 1987 | Debut en la Fórmula 3 Sudamericana    | Berta-Volkswagen    |
| 1988 | Fórmula 3 Sudamericana                | Berta-Volkswagen    |
| 1989 | Fórmula 3 Sudamericana                | Reynard-Volkswagen  |
| 1990 | Fórmula 3 Sudamericana                | Reynard-Volkswagen  |
| 1991 | Fórmula 3 Sudamericana                | Reynard-Volkswagen  |
| 1991 | Fórmula 3 Sudamericana                | Ralt-Honda          |
| 1992 | Fórmula 3 Sudamericana                | Ralt-Honda          |
| 1993 | Fórmula 3 Sudamericana                | Ralt-Mugen-Honda    |
| 1994 | Fórmula 3 Sudamericana                | Ralt-Mugen-Honda    |
| 1995 | Fórmula 3 Sudamericana                | Dallara-Mugen-Honda |
| 1996 | Fórmula 3 Sudamericana                | Dallara-Mugen-Honda |
| 1997 | Debut en ST Sudamericano              | Ford Mondeo I       |
| 1998 | ST Sudamericano                       | Ford Mondeo I       |
| 1999 | ST Sudamericano                       | Ford Mondeo I       |
| 2000 | ST Sudamericano                       | Ford Mondeo I       |

- [2]